# تسلق الأسوار

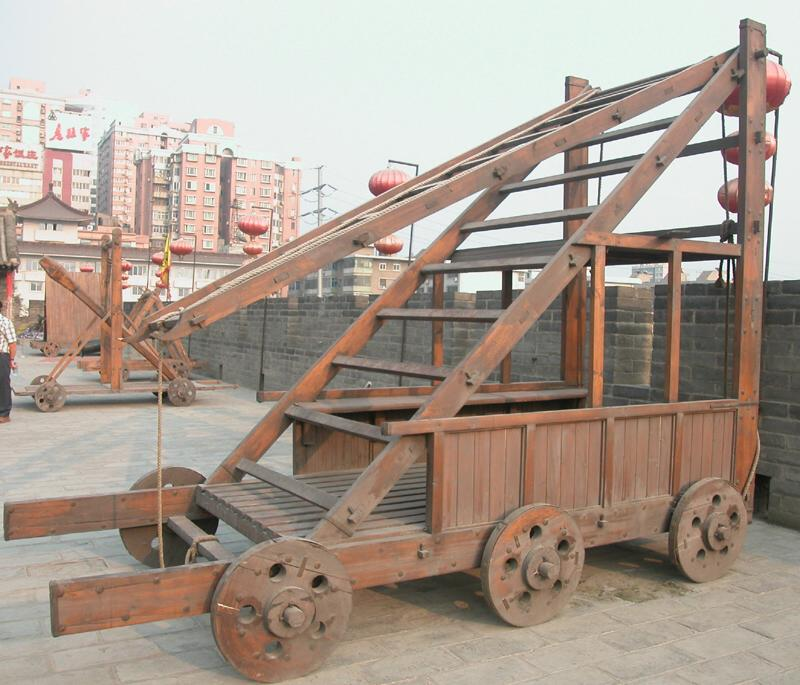
سلم التحجيم القديم (نسخة طبق الأصل) في مدينة شيان، الصين

تسلق الأسوار أو الهجوم التَّسلقي أو التَّسَوُّر أو التصعيد هي عملية تسلق الجدران أو الأسوار الدفاعية بمساعدة السلالم، وكانت سمة بارزة في عمليات الحصار في الحروب القديمة والوسطى. كانت أحد أكثر الخيارات المتاحة مباشرة لمهاجمة الحصن، ولكنه كان أيضًا أحد أكثر الخيارات خطورة.

## الكيفية
يتألف التسور ببساطة من تقدم الجنود إلى قاعدة الجدار ووضع السلالم  والتسلق للاشتباك مع القوات المدافعة. يجري هذا في مواجهة نيران الأسهم من الشرفات المفرجة ويحاول المدافعون طبعًا دفع السلالم بعيدًا عن الحائط عن طريق المواد الحارقة مثل الماء المغلي والرمال ساخنة والزفت لمهاجمة الجنود. نتيجة لكل هذا فقد كان من الصعب على المهاجمين في كثير من الأحيان الوصول إلى قمة الجدار. أولئك الذين فعلوا ذلك يمكن أن يفوقهم المدافعون على الجدران بشكل كبير في البداية، ويمكنهم فقط الاندفاع إلى الدفاعات بعد تعرضهم لاستنزاف شديد.

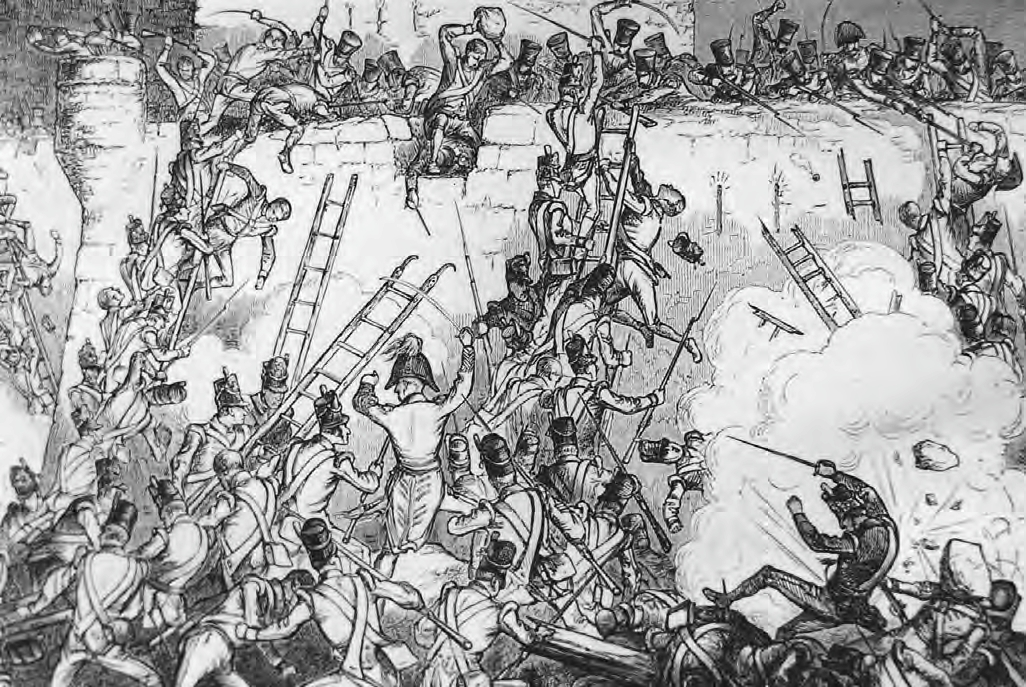
التصعيد في بطليوس عام 1812

يستخدم المهاجمون المعاصرون في بعض الأحيان سلالم جاهزة أو شاحنات سلم مكافحة الحرائق لمهاجمة مبنى من خلال النوافذ العلوية والشرفات. تُتاح عربات نقل وشاحنات معدلة الغرض مع مجموعة متنوعة من المنحدرات والسلالم على السطح أيضًا. غالبًا ما تضع فرق التدخل السريع ووحدات القوات الخاصة الأُخَر هذه لاستخدامها في مداهمة منزل من خلال النافذة العلوية والباب الأمامي في وقت واحد.